# José de Pina Cabral de Loureiro
José de Pina Cabral de Loureiro (Tondela, Lobão da Beira, c. 1800 - Tondela, Lobão da Beira, c. 1895) foi um advogado e político português.

## Biografia
Natural da Comarca de Viseu, era filho de José de Pina Cabral e de sua mulher.
Formou-se em Direito na Faculdade de Direito da Universidade de Coimbra em 1824.
O próprio afirmou numa sessão da Câmara dos Deputados que era Advogado, e as suas intervenções evidenciam vários conhecimentos jurídicos.
Foi eleito Deputado em 1836, pelo Círculo Eleitoral da Beira Alta, para a Legislatura que não chegou a funcionar devido à Revolução de Setembro, sendo de notar que a Oposição ganhou neste Círculo Eleitoral.
Foi também eleito Deputado, pelo Círculo Eleitoral de Viseu, para a Legislatura de 1838-1840. Nesta, só interveio na qualidade de Membro das Comissões Parlamentares a que pertenceu, durante as 1.ª e 2.ª Sessões Legislativas, de Dezembro de 1838 a Julho de 1839. Pertenceu às Comissões de Estatística e de Infracções, assinando, como Membro da primeira, numerosos Pareceres sobre Requerimentos, provenientes de Freguesias de todo o País, que pediam para ser novamente integradas nos Concelhos a que haviam pertencido anteriormente à última Reforma Administrativa, ou que haviam sido Concelhos e pediam o seu restabelecimento como tal. Invariavelmente, a Comissão de Estatística remetia para o Governo a decisão sobre esses Requerimentos. Como Membro da Comissão de Infracções, subscreveu alguns Pareceres relativos a Reclamações provenientes de Funcionários Públicos de categorias diversas, que se julgavam prejudicados, profissional ou economicamente. Esta segunda Comissão igualmente remetia as decisões para o Governo. Individualmente, começou a intervir no dia 4 de Janeiro de 1839, refutando acaloradamente as afirmações doutros Deputados a respeito da ilegalidade das Eleições no Distrito de Viseu. Interveio activamente no debate sobre o Projecto de Lei apresentado pela Comissão dos Negócios Eclesiásticos, que pretendia substituir a Lei de 5 de Março de 1838 sobre a côngrua dos Párocos. A 17 de Abril de 1839, José de Pina Cabral de Loureiro, tecendo várias críticas a esse Projecto de Lei, mas reconhecendo que algumas disposições da Lei necessitavam de reforma, apresentou um da sua autoria, assinado também por Alberto Carlos Cerqueira de Faria, que responsabilizava as Câmaras Municipais pelo arbitramento das côngruas. Ao longo deste debate, foram várias as suas propostas para serem substituídos Artigos do Projecto de Lei. Igualmente interveio com frequência na Discussão Especial do Projecto de Lei sobre Forais, tendo, a 15 de Maio de 1839, apresentado várias propostas no sentido de tornar mais precisas as disposições dalguns Artigos e concretizar melhor os Direitos dos Donatários de bens doados pela Coroa, assim como para melhor salvaguardar Direitos da Coroa. A 22 de Maio de 1839, pediu a substituição do Artigo que dizia respeito às prestações dos foreiros para, a requerimento destes, serem reduzidas aos géneros de pão, vinho e azeite. Discordou que a redução se fizesse a dinheiro porque, estando os géneros pouco valorados, os rendeiros seriam prejudicados. Em outras Sessões que continuaram este debate, apresentou regularmente aditamentos e substituições, demonstrando, além do mais, os seus conhecimentos jurídicos e o seu carácter minucioso. Saliente-se, também, o Projecto de Lei, assinado conjuntamente com Caetano Xavier Pereira Brandão e apresentado a 28 de Maio de 1839, para que todos os cereais estrangeiros importados por quaisquer Províncias ou Possessões Ultramarinas, pagassem $040 réis de direitos por alqueire, revertíveis para a Junta de Crédito Público. Este Projecto de Lei era complementar doutro, apresentado por Manuel da Silva Passos.
Foi Governador Civil do Distrito de Viseu de 25 de Julho a 10 de Outubro de 1846 e de 1 de Maio a 11 de Junho de 1851.